# لولا مونرو
لولا مونرو (بالإنجليزية: LoLa Monroe) هي عارضة وممثلة أمريكية، ولدت في 25 أكتوبر 1986 في أديس أبابا في إثيوبيا.

## وصلات خارجية
- لولا مونرو على موقع IMDb (الإنجليزية)
- لولا مونرو على موقع ميوزك برينز (الإنجليزية)